# Loano
Loano (im Ligurischen: Löa) ist eine Stadt mit 10.749 Einwohnern (Stand 31. Dezember 2023) in der italienischen Region Ligurien. Politisch liegt sie in der Provinz Savona.

## Geographie
Loano liegt an der Riviera di Ponente, zwischen den Gemeinden Pietra Ligure und Borghetto Santo Spirito. Im Stadtgebiet befindet sich die Mündung des Flusses Nimbalto. Von der Provinzhauptstadt Savona ist die Gemeinde circa 34 Kilometer entfernt. Durch seine geschützte Lage, im Windschatten eines Gebirgsgürtels, dessen höchste Erhebung der Monte Carmo di Loano mit 1389 Metern über dem Meeresniveau ist, erfreut sich Loano im Gegensatz zu den Nachbargemeinden eines besonders milden Klimas. Diese Eigenheit hat der Stadt auch den Beinamen Isola del Ponente (zu deutsch: Insel des Ponente) eingebracht. Mit seinem Territorium gehört Loano zu der Comunità Montana Pollupice.
Zu Loano gehört die Wohnsiedlung Verzi, die landeinwärts im Valle del Nimbalto liegt.
Nach der italienischen Klassifizierung bezüglich seismischer Aktivität wurde Loano der Zone 3 zugeordnet. Das bedeutet, dass sich die Gemeinde in einer seismisch wenig aktiven Zone befindet.

## Klima
Die Gemeinde Loano wird unter Klimakategorie C klassifiziert, da die Gradtagzahl einen Wert von 1337 besitzt. Das heißt, die in Italien gesetzlich geregelte Heizperiode liegt zwischen dem 15. November und dem 31. März für jeweils 10 Stunden pro Tag.

## Söhne und Töchter der Stadt
- Giorgio Molteni (* 1949), Filmregisseur
- Antonio Suetta (* 1962), Bischof von Ventimiglia-San Remo
- Gianluca Tagliazucchi (* 1968), Jazzmusiker

## Städtepartnerschaften
Loano unterhält zu folgenden Gemeinden eine Städtepartnerschaft:
- Francheville, Frankreich, seit 1998